# Кемпно
Кемпно (пол. Kępno, нем. Kempen) — город в Польше, входит в Великопольское воеводство, Кемпненский повят. Имеет статус городско-сельской гмины. Занимает площадь 7,7 км². Население 14 755 человек (на 2004 год).
В январе 1843 года здесь родился немецко-австрийский еврейский писатель, публицист, юрист, переводчик и редактор Вильгельм Гольдбаум.